# Colegio Nuestra Señora del Sagrado Corazón (Montreal)
El Colegio Nuestra Señora del Sagrado Corazón (en francés: Collège Notre-Dame du Sacré-Cœur) es una escuela secundaria de educación privada y católica en Montreal, Quebec, Canadá. El Colegio Nuestra Señora del Sagrado Corazón comparte  nombre con la Universidad de Notre Dame, fundada por la Congregación de Santa Cruz. Notre Dame significa "Nuestra Señora" en francés y se refiere a la Santísima Virgen María. Sacré-Cœur significa "Sagrado Corazón" y se refiere al corazón físico de Jesús Cristo como un símbolo de amor divino. En general se considera una de las mejores escuelas secundarias de idioma francés en la ciudad. Esta escuela está justo en frente del Oratorio de San José.